# Versalien

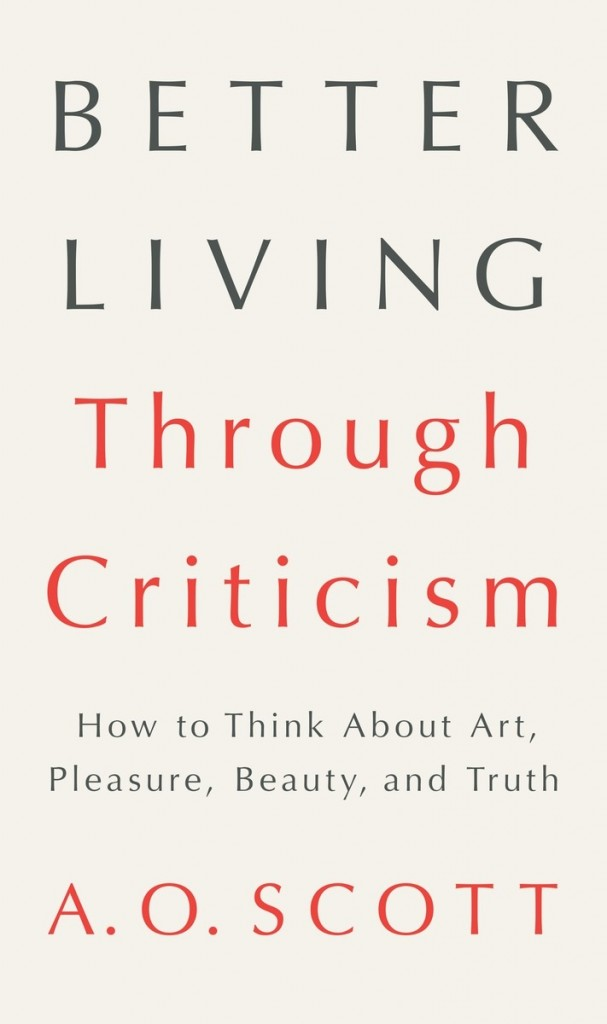
Bucheinband: drei Zeilen in Versalien, dazwischen normale Schreibweise

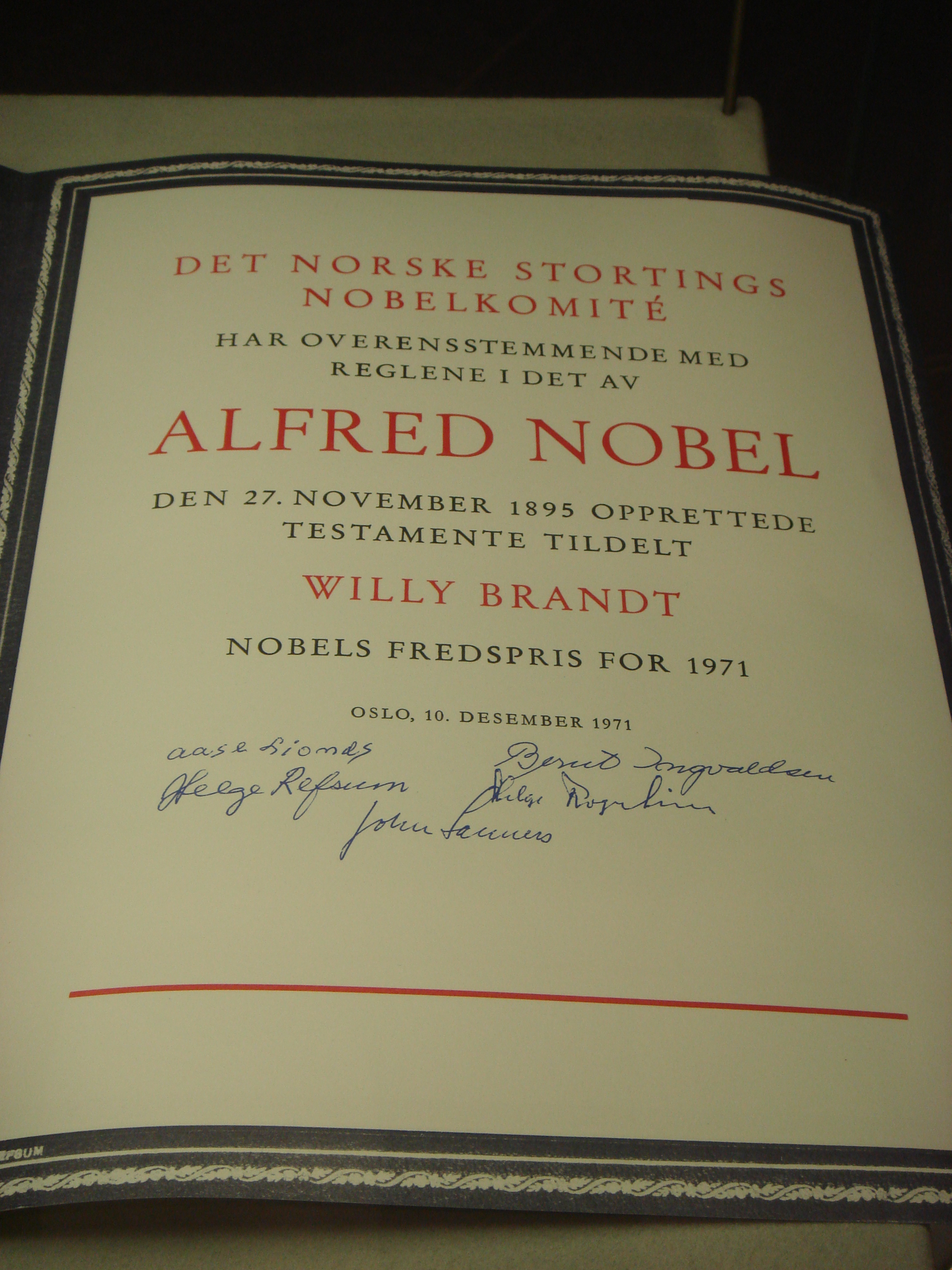
Urkundentext in Versalien (Friedensnobelpreis für Willy Brandt)

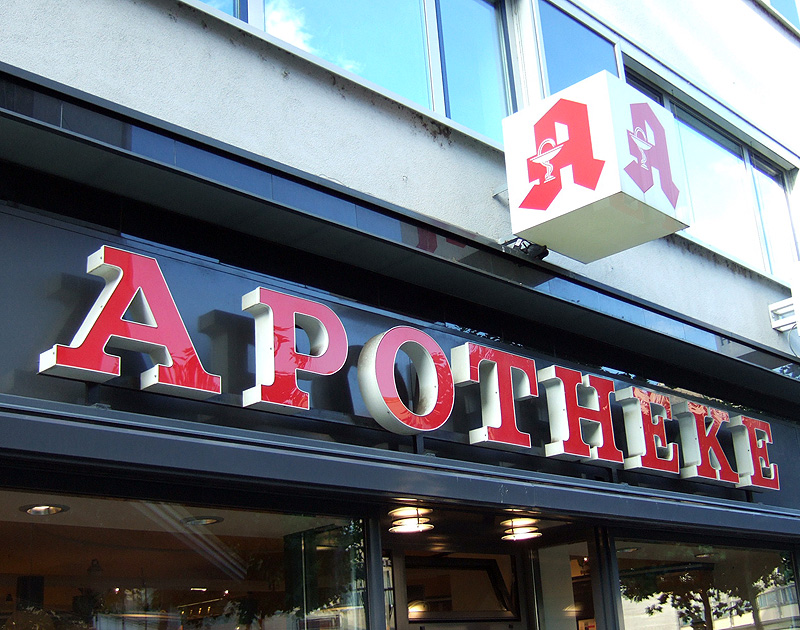
Apotheke in Versalien

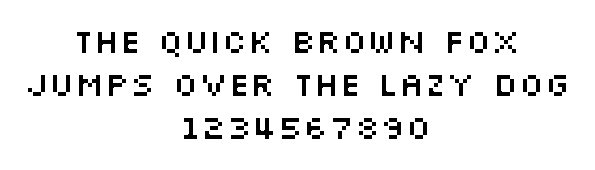
Bitmap-Schrift: Bei einer so groben Auflösung wären Kleinbuchstaben nicht mehr sinnvoll darstellbar

Versalien ist eine typografische Bezeichnung für Großbuchstaben, die insbesondere für das durchgängige Schreiben mit Großbuchstaben verwendet wird. In der Regel werden nur einzelne Wörter oder kürzere Textstücke in Versalien geschrieben beziehungsweise gesetzt und dadurch hervorgehoben. Versalien sind somit eine Art der Schriftauszeichnung.
In diesem Zusammenhang wird stets der Plural Versalien verwendet.

## Schreibweise mit Versalien

### Bezeichnungen
- Versalien ist in diesem Zusammenhang die häufigste typografische Bezeichnung sowohl für die Großbuchstaben wie für die Schreibweise.
- Weitere fachsprachliche Begriffe und Formulierungen: Versalschrift, Versalsatz, in Versalien schreiben, versal schreiben.
- Die Bezeichnung Majuskeln wird in diesem Zusammenhang nur wenig verwendet, während sie ansonsten in der Fachsprache bevorzugt wird.
- Allgemeinsprachliche Ausdrücke wie in Großbuchstaben schreiben, Großbuchstabenschrift oder durchgängige Großschreibung beziehen auch das Schreiben von Hand ein.

### Verwendung
Versalschrift kann zum Beispiel in Überschriften sowie auf Plakaten, Schildern und bei Inschriften verwendet werden. Auf Ausweisen wie etwa Personalausweisen sind die Angaben üblicherweise in Versalien.

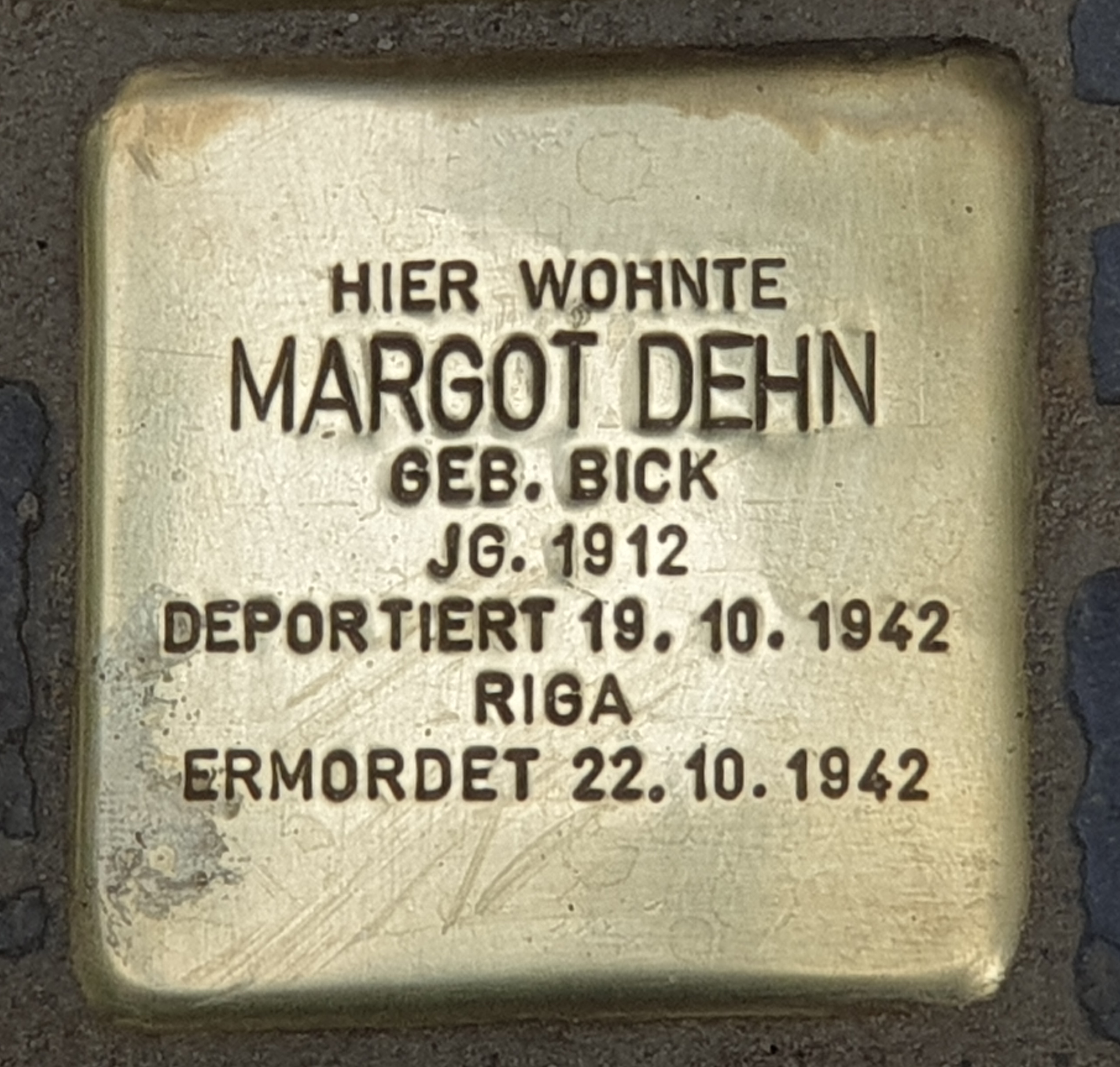
Inschrift auf einem Stolperstein
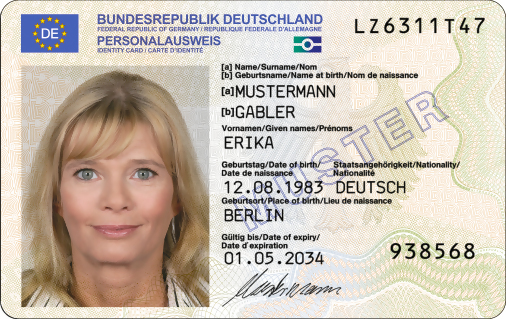
Deutscher Personalausweis (2024)

Wenn in einem ansonsten normal gesetzten Text einzelne Wörter, Wortgruppen oder kurze Passagen in Versalien geschrieben sind, werden sie dadurch optisch hervorgehoben und betont. Unternehmen schreiben häufig den eigenen Firmennamen in Versalien.

Hervorhebung einzelner Wörter oder Namen mit Versalien
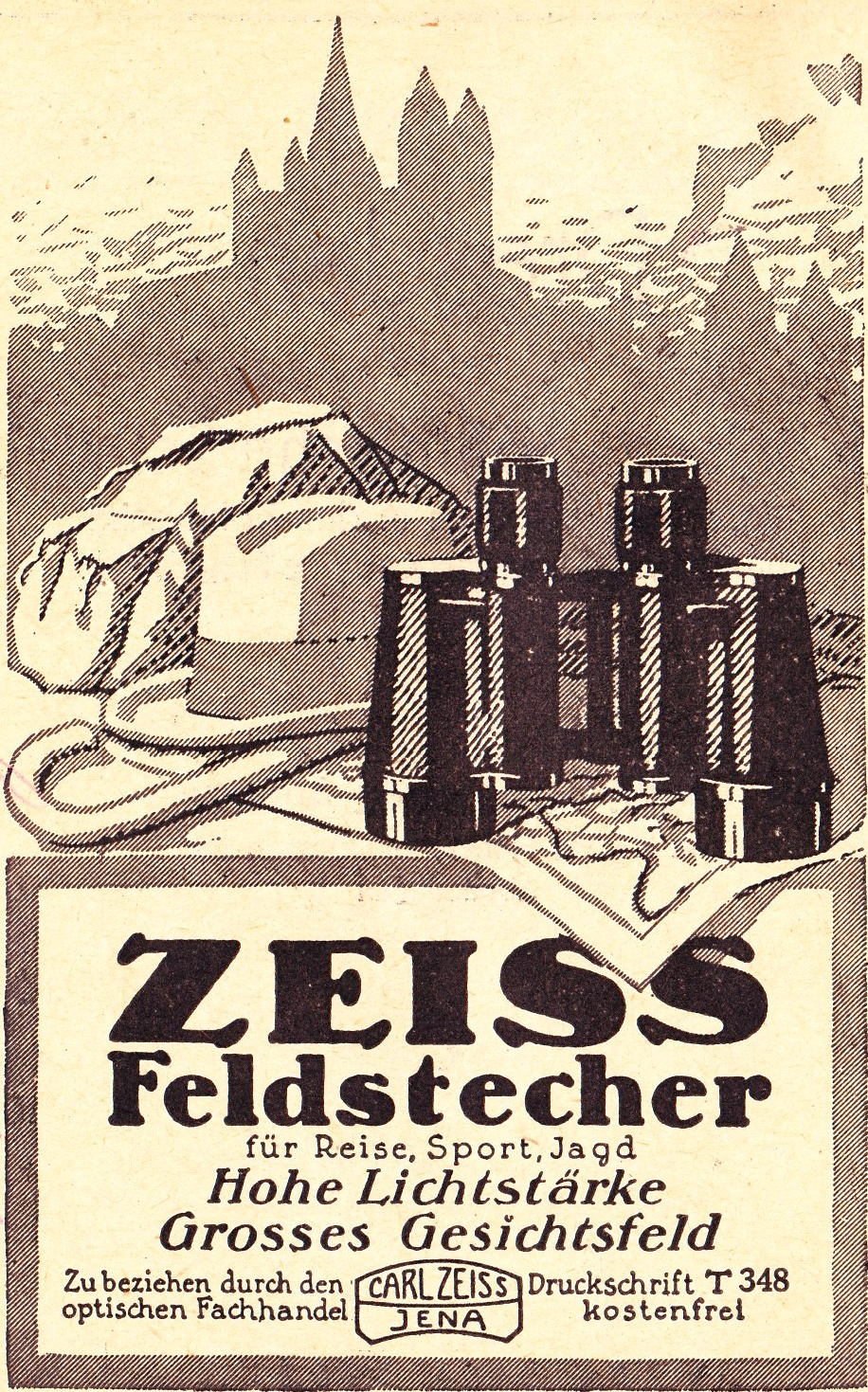
Anzeige, 1924: Firmenname ZEISS in Versalien
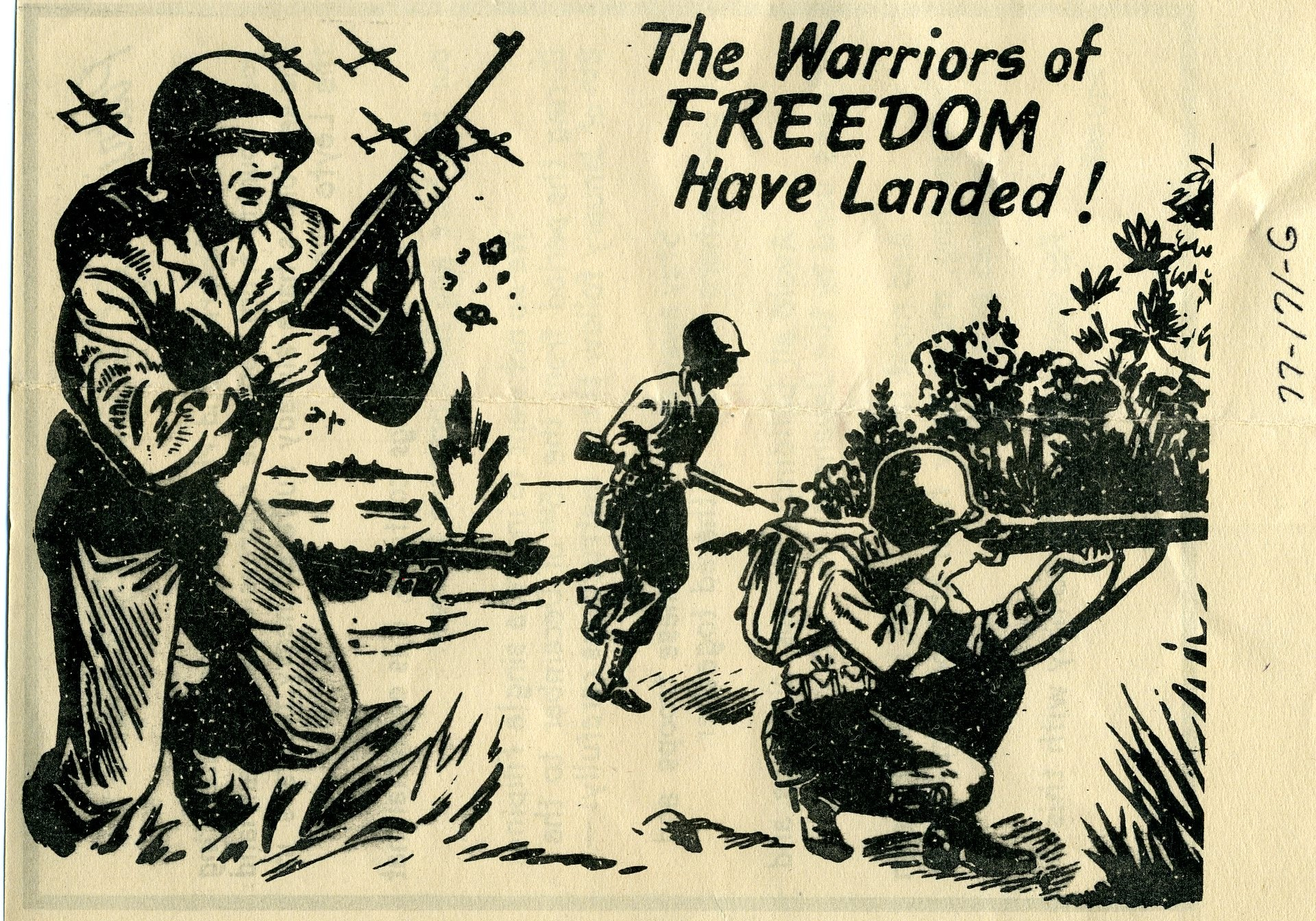
Flugblatt, das die US-Armee im Zweiten Weltkrieg über den Philippinen abwarf: das Wort FREEDOM (= Freiheit) in Versalien
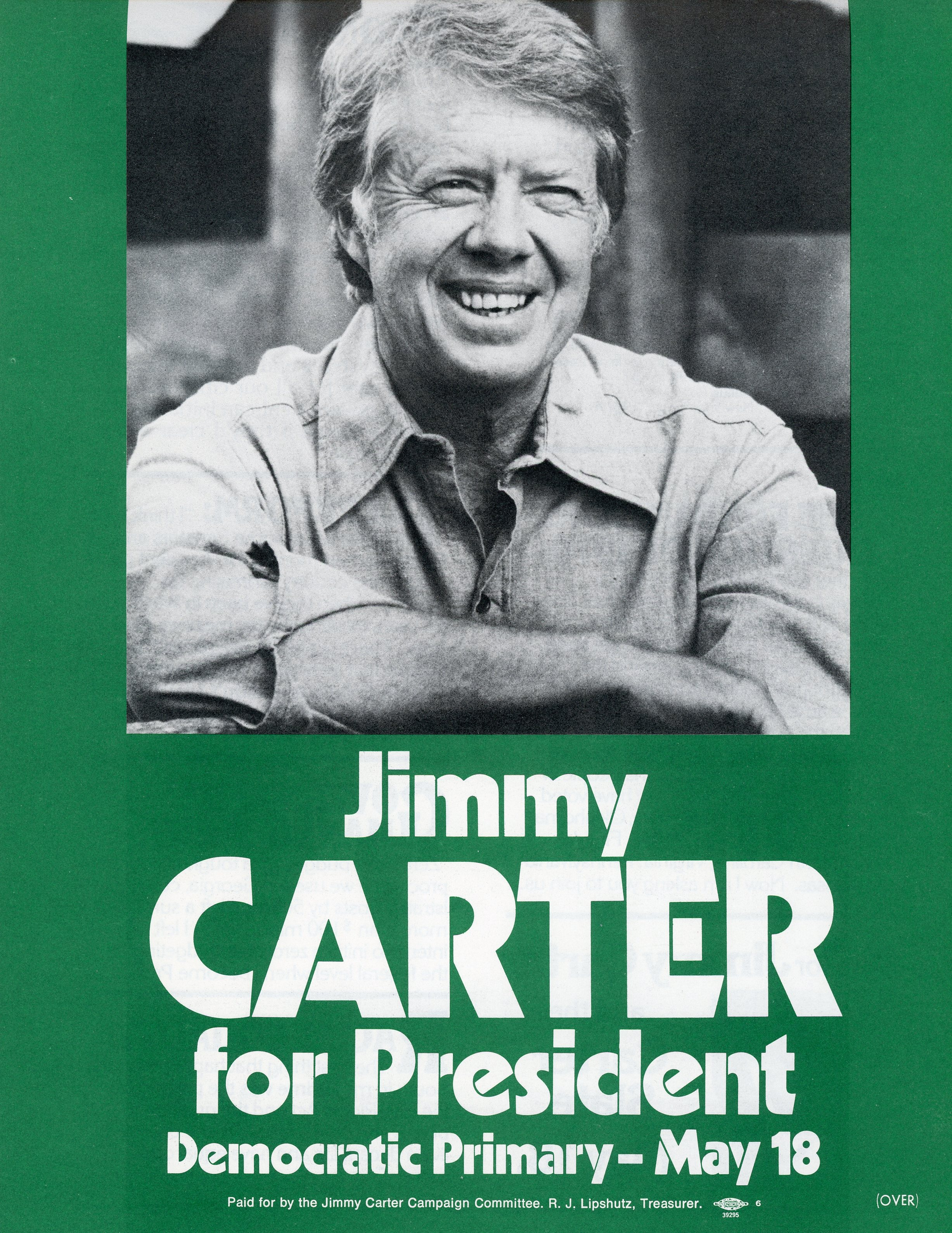
Wahlwerbung für Jimmy Carter, 1976: der Name CARTER in Versalien

Für die bequemere Eingabe von Text in Versalschrift gibt es auf Schreibmaschinen- und Computertastaturen die Feststelltaste.

### Ungeeignete Verwendung
Längere Texte
Längere Texte in Versalien sind grundsätzlich nicht sinnvoll. Großbuchstaben sind wegen ihrer einheitlichen Höhe weniger gut unterscheidbar als Kleinbuchstaben.  Eine lange Aneinanderreihung von Großbuchstaben ist deshalb schlecht lesbar.
Das Bild rechts zeigt einen längeren Text in Großbuchstaben und zum Vergleich in normaler Schreibweise. Schon ein einzelner Satz lässt sich in normaler Schreibweise merklich leichter und schneller lesen als derselbe Satz in Großbuchstaben. Je länger der Text in Großbuchstaben ist, desto eher werden die Leser davon abgehalten, ihn überhaupt zu lesen.
Netiquette
Die Verwendung von Versalschrift etwa in Chats und Internetforen gilt allgemein als „Anschreien“ oder „Herumschreien“, wenn es zuvor nicht anderweitig gekennzeichnet wurde, und widerspricht demzufolge den Regeln eines gepflegten Umgangstons (Netiquette).
Gebrochene Schriften

Beispieltext aus Versalien, gesetzt in der Walbaum-Fraktur. Er zeigt deutlich, dass Versalsatz in gebrochenen Schriften sehr schlecht lesbar ist.

Bei gebrochenen Schriften wie z. B. Fraktur ist Versalschrift „nahezu unlesbar“, so der Typograf Wolfgang Beinert. Renommierte Typografen wie Albert Kapr haben deshalb grundsätzlich von Versalsatz in gebrochenen Schriften abgeraten.
Das Bild rechts zeigt einen Versalien-Beispieltext in Fraktur. Wenn derselbe Versalien-Text in Antiqua gesetzt wird, ist er wesentlich leichter lesbar: „MAJUSKELN/VERSALIEN: / LOREM IPSUM DOLOR SIT AMET, CONSECTETUER ADIPISCING ELIT. / ZWEI FLINKE BOXER JAGEN DIE QUIRLIGE EVA UND IHREN MOPS DURCH SYLT.“ (Der letzte Satz ist ein Pangramm.)

### Typografisches
Damit sich Versalien harmonisch in einen Fließtext einfügen, sollten sie um etwa zehn Prozent kleiner und leicht gesperrt gesetzt sein; dadurch wird ein gleichmäßiger Grauwert des Textes erreicht und die aufeinanderfolgenden Majuskeln wirken optisch nicht größer als bei den übrigen, normal gesetzten Wörtern. Selbiges gilt für längere Abkürzungen, die aus Großbuchstaben bestehen.

### Besonderheiten im Deutschen
Für das Deutsche ist zu beachten, dass es das ẞ in Versalschrift – das große ß oder „große scharfe S“ – erst seit dem 21. Juni 2017 offiziell als Großbuchstaben gibt. Bis dahin musste jedes ß durch SS ersetzt werden (beispielsweise wurde „Weiß“ zu „WEISS“). Abweichend davon konnte, um Verwechslungen zu vermeiden, auch SZ verwendet werden sowie in Dokumenten (etwa in Deutschland in Personaldokumenten und der Einkommensteuererklärung) auch bei Großbuchstaben das kleine ß (zum Beispiel „Heinz Große“ als „HEINZ GROßE“).
Teilweise wird in Versalschrift, etwa bei Inschriften, auch auf die deutschen Umlaute verzichtet, die im originalen lateinischen Alphabet nicht vorkommen. Statt Ä, Ö, Ü wird dann AE, OE, UE geschrieben oder eine Ligatur wie Æ.

### Blockschrift
Handschriftlich werden Texte oder längere Textpassagen nur selten durchweg mit Großbuchstaben geschrieben. Beim Ausfüllen von Formularen ist jedoch oft „Druckschrift“ in Großbuchstaben vorgeschrieben. Diese Schreibweise wird meist Blockschrift genannt. Sie findet auch in den handgeschriebenen Sprechblasen von Comics Anwendung, insbesondere in englischsprachigen Comics.

## Abgrenzung

### Majuskelschrift
Eine Majuskelschrift ist eine zumeist antike Schrift, die nur aus Großbuchstaben besteht. Majuskelschrift bedeutet, dass alles mit Großbuchstaben geschrieben wird, weil es keine Kleinbuchstaben gibt. Im Gegensatz dazu ist die Versalien-Schreibweise eine Option, die ausnahmsweise und meist nur für kurze Teile eines Textes gewählt wird.

### Abkürzungen
Viele Abkürzungen bestehen nur aus Großbuchstaben. Dies gilt auch bei Namen, z. B. SPD, UNESCO oder BMW. Das Schriftbild ist in diesen Fällen dasselbe wie bei einem in Versalien geschriebenen Wort, jedoch sind die Großbuchstaben nicht als Stilmittel wählbar, da sie von der Rechtschreibung vorgegeben sind.